# Mon amie Victoria
Pour plus de détails, voir Fiche technique et Distribution.
Mon amie Victoria est un film dramatique franco-belge réalisé par Jean Paul Civeyrac, sorti en 2014.

## Synopsis
Victoria, jeune femme Noire de milieu modeste, croise Thomas - issu d'une famille bourgeoise - qu'elle avait vu enfant autrefois. Ils couchent ensemble et elle tombe enceinte sans le lui dire, puis donne naissance à une petite fille, Marie. Victoria ne révèle l'existence de leur fille que sept ans plus tard. La famille de Thomas, toute à la joie de compter en plus cette petite fille, lui propose de l'accueillir. Des conséquences inattendues vont s'enchaîner...

## Fiche technique
- Titre : Mon amie Victoria
- Réalisation : Jean Paul Civeyrac, d'après le roman de Doris Lessing: Victoria et les Staviney
- Scénario : Jean-Paul Civeyrac
- Montage : Louise Narboni
- Photographie : David Chambille
- Producteur : Philippe Martin
  - Coproducteurs : Olivier et Jacques-Henri Bronckart
- Production : Les Films Pelléas
- Distribution : Les Films du losange
- Pays de production :  France
- Genre : drame
- Durée : 95 minutes
- Dates de sortie :
  - France : 31 décembre 2014

## Distribution
- Guslagie Malanda : Victoria
- Nadia Moussa : Fanny
- Catherine Mouchet : la mère
- Pascal Greggory: Lionel Savinet (le père)
- Alexis Loret: Édouard
- Pierre Andrau: Thomas
- Elise Akaba : Diouma
- Tony Harrisson : Sam
- Keylia Achie Beguie : Victoria enfant
- Keemyah Omolongo : Fanny enfant
- Maylina Diagne : Marie
- Khadim Ka : Charlie
- Balthazar Dejean de la Batie : Edouard adolescent
- Nils Vogelpohl : Thomas enfant
- Catherine Bat N'guele : Marion
- Amadou Cissé : Père Diouma
- Aurore Broutin : cafetière
- Moussa Sylla : Sékou